# Grand Prix USA Západ 1978
Grand Prix USA Západ 1978 (oficiálně Long Beach Grand Prix) se jela na okruhu Grand Prix of Long Beach v Long Beach v Kalifornii ve Spojených státech amerických dne 2. dubna 1978. Závod byl čtvrtým v pořadí v sezóně 1978 šampionátu Formule 1.

## Předběžná kvalifikace
| Poř. | No. | Jezdec           | Konstruktér   | Čas      | Ztráta |
| ---- | --- | ---------------- | ------------- | -------- | ------ |
| 1    | 36  | Rolf Stommelen   | Arrows-Ford   | 1:23.540 | —      |
| 2    | 35  | Riccardo Patrese | Arrows-Ford   | 1:23.840 | +0.300 |
| 3    | 37  | Arturo Merzario  | Merzario-Ford | 1:24.729 | +1.189 |
| 4    | 30  | Brett Lunger     | McLaren-Ford  | 1:25.076 | +1.536 |
| DNPQ | 32  | Keke Rosberg     | Theodore-Ford | 1:25.785 | +2.245 |
| DNPQ | 25  | Héctor Rebaque   | Lotus-Ford    | 1:26.128 | +2.588 |
| DNPQ | 39  | Danny Ongais     | Shadow-Ford   | 1:26.150 | +2.610 |
| DNPQ | 24  | Derek Daly       | Hesketh-Ford  | 1:26.615 | +3.075 |

## Kvalifikace
| Poř. | No. | Jezdec                | Konstruktér        | Čas      | Ztráta |
| ---- | --- | --------------------- | ------------------ | -------- | ------ |
| 1    | 11  | Carlos Reutemann      | Ferrari            | 1:20.636 | —      |
| 2    | 12  | Gilles Villeneuve     | Ferrari            | 1:20.836 | +0.200 |
| 3    | 1   | Niki Lauda            | Brabham-Alfa Romeo | 1:20.937 | +0.301 |
| 4    | 5   | Mario Andretti        | Lotus-Ford         | 1:21.188 | +0.552 |
| 5    | 2   | John Watson           | Brabham-Alfa Romeo | 1:21.244 | +0.608 |
| 6    | 6   | Ronnie Peterson       | Lotus-Ford         | 1:21.474 | +0.838 |
| 7    | 7   | James Hunt            | McLaren-Ford       | 1:21.738 | +1.102 |
| 8    | 27  | Alan Jones            | Williams-Ford      | 1:21.935 | +1.299 |
| 9    | 35  | Riccardo Patrese      | Arrows-Ford        | 1:22.006 | +1.370 |
| 10   | 20  | Jody Scheckter        | Wolf-Ford          | 1:22.163 | +1.527 |
| 11   | 8   | Patrick Tambay        | McLaren-Ford       | 1:22.234 | +1.598 |
| 12   | 4   | Patrick Depailler     | Tyrrell-Ford       | 1:22.414 | +1.778 |
| 13   | 15  | Jean-Pierre Jabouille | Renault            | 1:22.491 | +1.855 |
| 14   | 26  | Jacques Laffite       | Ligier-Matra       | 1:22.630 | +1.994 |
| 15   | 14  | Emerson Fittipaldi    | Fittipaldi-Ford    | 1:22.790 | +2.154 |
| 16   | 9   | Jochen Mass           | ATS-Ford           | 1:23.106 | +2.470 |
| 17   | 19  | Vittorio Brambilla    | Surtees-Ford       | 1:23.212 | +2.576 |
| 18   | 36  | Rolf Stommelen        | Arrows-Ford        | 1:23.291 | +2.655 |
| 19   | 10  | Jean-Pierre Jarier    | ATS-Ford           | 1:23.419 | +2.783 |
| 20   | 17  | Clay Regazzoni        | Shadow-Ford        | 1:23.454 | +2.818 |
| 21   | 37  | Arturo Merzario       | Merzario-Ford      | 1:23.589 | +2.953 |
| 22   | 18  | Rupert Keegan         | Surtees-Ford       | 1:23.677 | +3.041 |
| 23   | 16  | Hans-Joachim Stuck    | Shadow-Ford        | 1:23.733 | +3.097 |
| 24   | 3   | Didier Pironi         | Tyrrell-Ford       | 1:23.792 | +3.156 |
| DNQ  | 30  | Brett Lunger          | McLaren-Ford       | 1:23.795 | +3.159 |
| DNQ  | 22  | Lamberto Leoni        | Ensign-Ford        | 1:24.008 | +3.372 |

## Závod
| Poř.   | No. | Jezdec                | Konstruktér        | Počet kol | Čas/Odstoupení    | Pořadí na startu | Body |
| ------ | --- | --------------------- | ------------------ | --------- | ----------------- | ---------------- | ---- |
| 1      | 11  | Carlos Reutemann      | Ferrari            | 80        | 1:52:01.301       | 1                | 9    |
| 2      | 5   | Mario Andretti        | Lotus-Ford         | 80        | +11.061           | 4                | 6    |
| 3      | 4   | Patrick Depailler     | Tyrrell-Ford       | 80        | +28.951           | 12               | 4    |
| 4      | 6   | Ronnie Peterson       | Lotus-Ford         | 80        | +45.603           | 6                | 3    |
| 5      | 26  | Jacques Laffite       | Ligier-Matra       | 80        | +1:22.884         | 14               | 2    |
| 6      | 35  | Riccardo Patrese      | Arrows-Ford        | 79        | +1 kolo           | 9                | 1    |
| 7      | 27  | Alan Jones            | Williams-Ford      | 79        | +1 kolo           | 8                |      |
| 8      | 14  | Emerson Fittipaldi    | Fittipaldi-Ford    | 79        | +1 kolo           | 15               |      |
| 9      | 36  | Rolf Stommelen        | Arrows-Ford        | 79        | +1 kolo           | 18               |      |
| 10     | 17  | Clay Regazzoni        | Shadow-Ford        | 79        | +1 kolo           | 20               |      |
| 11     | 10  | Jean-Pierre Jarier    | ATS-Ford           | 75        | +5 kol            | 19               |      |
| 12     | 8   | Patrick Tambay        | McLaren-Ford       | 74        | Nehoda            | 11               |      |
| Ret    | 20  | Jody Scheckter        | Wolf-Ford          | 59        | Nehoda            | 10               |      |
| Ret    | 19  | Vittorio Brambilla    | Surtees-Ford       | 50        | Převody           | 17               |      |
| Ret    | 15  | Jean-Pierre Jabouille | Renault            | 43        | Turbo             | 13               |      |
| Ret    | 12  | Gilles Villeneuve     | Ferrari            | 38        | Nehoda            | 2                |      |
| Ret    | 1   | Niki Lauda            | Brabham-Alfa Romeo | 27        | Zapalování        | 3                |      |
| Ret    | 3   | Didier Pironi         | Tyrrell-Ford       | 25        | Převodovka        | 22               |      |
| Ret    | 37  | Arturo Merzario       | Merzario-Ford      | 17        | Převodovka        | 21               |      |
| Ret    | 9   | Jochen Mass           | ATS-Ford           | 11        | Brzdy             | 16               |      |
| Ret    | 2   | John Watson           | Brabham-Alfa Romeo | 9         | Motor             | 5                |      |
| Ret    | 7   | James Hunt            | McLaren-Ford       | 5         | Nehoda            | 7                |      |
| DNS    | 18  | Rupert Keegan         | Surtees-Ford       |           | Nehoda v tréninku |                  |      |
| DNS    | 16  | Hans-Joachim Stuck    | Shadow-Ford        |           | Nehoda v tréninku |                  |      |
| DNQ    | 30  | Brett Lunger          | McLaren-Ford       |           |                   |                  |      |
| DNQ    | 22  | Lamberto Leoni        | Ensign-Ford        |           |                   |                  |      |
| DNPQ   | 32  | Keke Rosberg          | Theodore-Ford      |           |                   |                  |      |
| DNPQ   | 25  | Héctor Rebaque        | Lotus-Ford         |           |                   |                  |      |
| DNPQ   | 39  | Danny Ongais          | Shadow-Ford        |           |                   |                  |      |
| DNPQ   | 24  | Derek Daly            | Hesketh-Ford       |           |                   |                  |      |
| Zdroj: |     |                       |                    |           |                   |                  |      |

## Průběžné pořadí po závodě
Pohár jezdců
| Pořadí | Jezdec            | Body |
| ------ | ----------------- | ---- |
| 1      | Carlos Reutemann  | 18   |
| 2      | Mario Andretti    | 18   |
| 3      | Ronnie Peterson   | 14   |
| 4      | Patrick Depailler | 14   |
| 5      | Niki Lauda        | 10   |
| Zdroj: |                   |      |

Pohár konstruktérů
| Pořadí | Konstruktér        | Body |
| ------ | ------------------ | ---- |
| 1      | Lotus-Ford         | 27   |
| 2      | Ferrari            | 18   |
| 3      | Tyrrell-Ford       | 15   |
| 4      | Brabham-Alfa Romeo | 14   |
| 5      | Fittipaldi-Ford    | 6    |
| Zdroj: |                    |      |